# Raillietascaris varani
 Raillietascaris varani  (nach Alcide Railliet) ist eine Art der Spulwürmer (Ascaridida), die bei Waranen parasitiert. Sie ist der einzige Vertreter der Gattung Raillietascaris.

## Merkmale
Gattung: Die Lippen sind rundherum mit Zähnchen besetzt, ihre hinteren Winkel bilden Pfeiler. Eine Mundgrube ist vorhanden. Die Zwischenlippen sind mit der Engstelle der Lippen durch einen Kragen verbunden, Zervikalflügel sind ausgebildet. Die Exkretionspore liegt nahe des Nervenrings. Der Ösophagus hat keinen Ventriculus, die Kerne der Ösophagusdrüsen sind vergrößert. Ein Blinddarm ist vorhanden. Die Vulva liegt vor der Körpermitte. Der Uterus hat zwei Zweige. Vor dem Anus liegen mehr als 20 Papillen, neben ihm zwei Paare, hinter ihm ebenfalls noch einmal zwei von ihnen. Die Spicula sind geflügelt. Vor der Kloake gibt es keine Ornamentierungen der Kutikula.
Die Männchen von Raillietascaris varani sind 12 bis 62 mm lang und 0,2 bis 1 mm dick. Die Länge der Weibchen variiert zwischen 16 und 75 mm, ihre maximale Dicke zwischen 0,4 und 0,85 mm. Der Körper ist über die gesamte Länge quergestreift. Die Exkretionspore liegt hinter dem Nervenring. Das Exkretionssystem besteht aus zwei vorderen und zwei hinteren Filamenten. Der Ösophagus hat eine Länge von 7,3 bis 13,2 % der Körperlänge und ist am Ende leicht angeschwollen, wo die drei Nuclei Ösophagusdrüsen liegen. Die dorsale Ösophagusdrüse mündet hinter der Oberlippe, die subventralen nahe der Drüsenkerne. Die Blinddärme sind in der Länge sehr variabel, sie liegt zwischen 17 und 60 % der Ösophaguslänge. Die ovalen Eier sind mit 49–92 × 38–70 µm relativ klein, haben leicht verdickte Pole und etwa 64 Grübchen umringt.

## Synonyme
Synonyme der Art sind Amplicaecum varani Baylis and Daubney, 1922, Orneoascaris varani (Baylis & Daubney, 1922) Le-Van-Hoa 1960, Amplicaecum iguanae Wahid, 1961, Amplicaecum monitor Khera, 1954, Ophidascaris varani Johnston & Mawson, 1947 und Amplicaecum mackerrasae Thomas, 1959.